# Trichostomum atrovirens
Trichostomum atrovirens là một loài rêu trong họ Pottiaceae. Loài này được Rehmann ex Müll. Hal. mô tả khoa học đầu tiên năm 1899.